# Antoni Wroński
Antoni Wroński (ur. 1785 we wsi Rawice, woj. poznańskie, zm. 30 marca 1840 w Tomaszowie Mazowieckim) – nauczyciel szkół elementarnych, pierwszy burmistrz miasta Tomaszowa Mazowieckiego. 
Urodził się w zubożałej rodzinie szlacheckiej jako syn Jana i Reginy. Otrzymał staranne wykształcenie. Biegle władał kilkoma językami. Pracował jako nauczyciel szkół elementarnych przez 28 lat. Pełnił funkcję kierownika szkoły w Lubochni (w latach 1806–1823. Potem kierował szkołą elementarną w Skierniewicach (w latach 1823–1830. Zyskał za pracę nauczycielską liczne pochwały ze strony ówczesnego komisarza obwodu rawskiego Józefa Heymasa. Był człowiekiem ogólnie znanym i szanowanym przez ludność miejscową zarówno polskiego, jak i obcego pochodzenia. 
Na stanowisko burmistrza Tomaszowa Mazowieckiego powołano go ze względu na dobrą znajomość języka niemieckiego. Przed objęciem funkcji zdał egzamin na burmistrza i 8 września 1830 złożył przysięgę. Jako burmistrz otrzymywał pensję w wysokości 1500 złotych polskich rocznie. Po upadku powstania listopadowego Wroński borykał się z licznymi problemami związanymi głównie z trudnościami gospodarczymi. Starał się o zabezpieczenie miasta przed klęskami pożarów, co nie znajdowało akceptacji u rosyjskich władz zwierzchnich. W 1839 zorganizował skład narzędzi ogniowych przy ul. Pilicznej (w budynku Lewka Silbera). W Tomaszowie mieszkał w budynku murowanym nr hip. 190. Posiadał prywatną bibliotekę domową.  
Miał na utrzymaniu liczną rodzinę. Z żoną Marianną (ur. 1799) miał córkę Antoninę (ur. 1812) i trzech synów: Józefa (ur. 1816), Hipolita (ur. 1819) i Jana (ur. 1821). 